# Habitation de Port-Royal
Pour les articles homonymes, voir Port-Royal.
L'habitation de Port-Royal est un lieu historique national du Canada situé à Port-Royal en Nouvelle-Écosse.

## Histoire

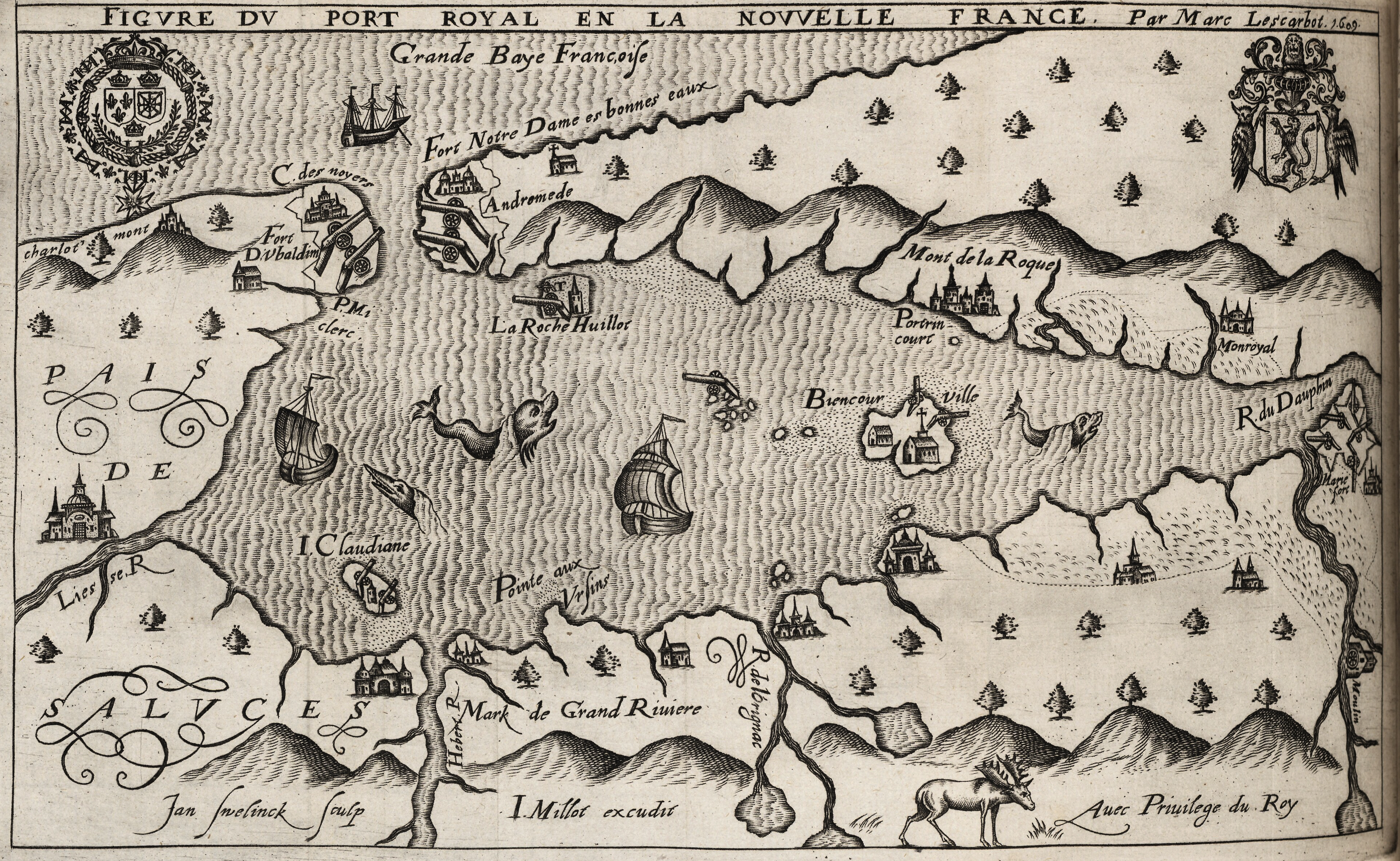
Figure du Port Royal en la Nouvelle France, par Marc Lescarbot.

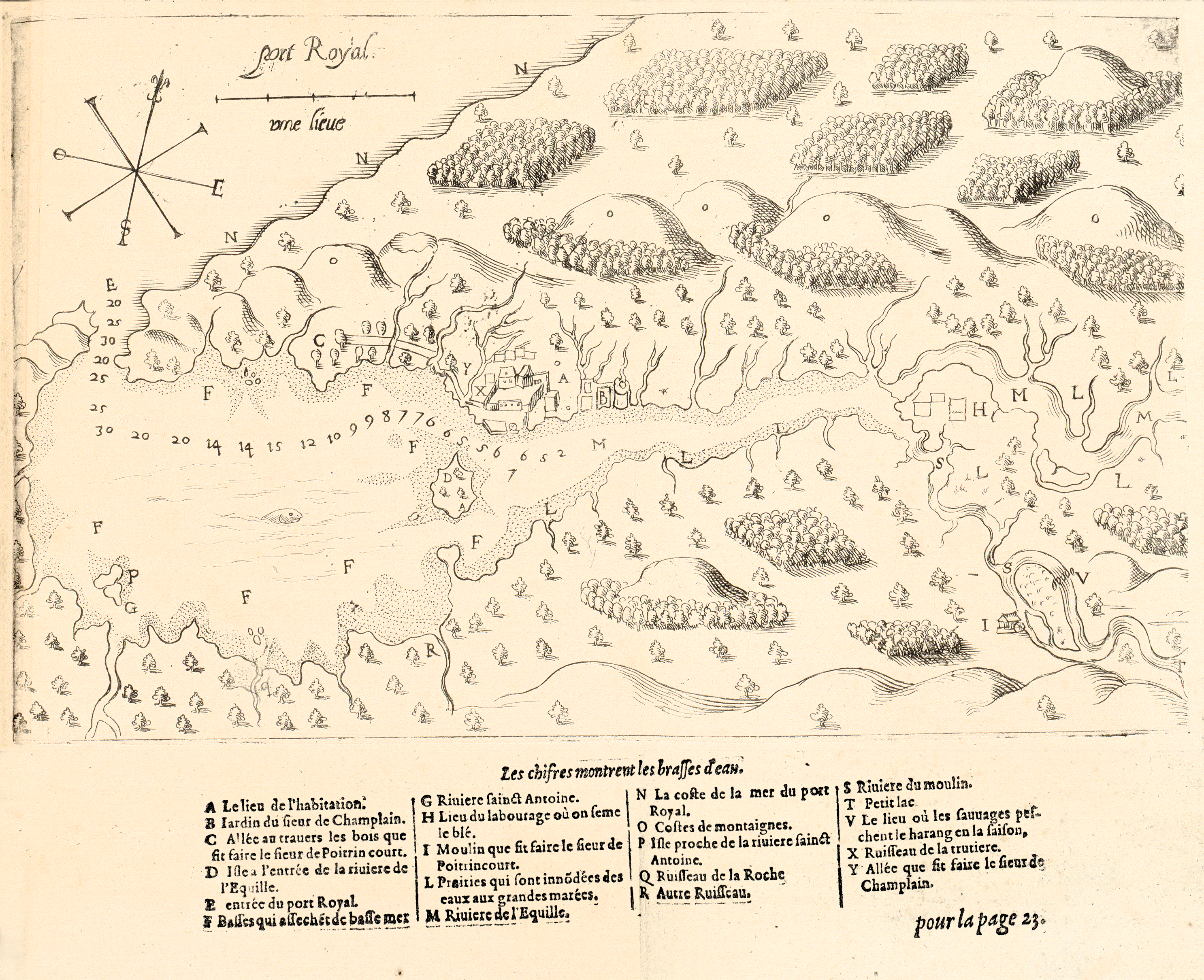
Port-Royal par Champlain

L'Acadie fut colonisée pour la première fois par les Français conduits par un huguenot, Pierre du Gua de Mons, premier gouverneur de l'Acadie, accompagné de Samuel de Champlain en 1604 et de Jean de Poutrincourt. Ils établirent leur première colonie sur l'île Sainte-Croix, située sur une rivière s'écoulant du Maine actuel, de la province du Nouveau-Brunswick jusqu'à une partie du Québec actuel.
La colonie de Sainte-Croix ne survivra pas, en raison de la rudesse de l'hiver et du manque d'eau douce. La moitié des colons meurt à l'hiver de 1605 et il est décidé de relocaliser le groupe à un autre endroit. Cet autre endroit, cette fois situé près de la baie de Fundy, sera nommé Port-Royal (aujourd'hui la région d'Annapolis Royal, Nouvelle-Écosse). 
Les colons entreprennent le défrichement des terres alentour et la plantation de légumes. Ils assurent un approvisionnement en viande, en partie grâce aux bonnes relations créées avec les indiens Micmacs et notamment leur chef Membertou. 
C'est en ce lieu que sera instauré l'Ordre du Bon-Temps par Samuel de Champlain.
Pierre du Gua de Mons va perdre le monopole du commerce de fourrures donc faute de finances, les colons quitteront les lieux en 1607, en confiant l'habitation au chef Membertou.
En 1610, Jean de Poutrincourt, deuxième gouverneur de l'Acadie, avec son fils de 19 ans, Charles de Biencourt, Claude de Saint-Étienne de la Tour et son fils de 14 ans Charles de Saint-Étienne de la Tour, un prêtre catholique et d'autres colons français se sont rendus à l'habitation.
|  |

À l'automne 1613, l'habitation a été attaquée par des colons anglais de la Virginie, menés par Samuel Argall. Plusieurs colons français sont tués et d'autres sont enlevés. Le fort et les marchandises sont détruits. Biencourt, qui était en France pour recueillir des approvisionnements, est retourné à Port-Royal le printemps suivant. Il fut obligé de retourner en France avec les colons survivants. 
Charles de Biencourt et Charles de la Tour sont restés parmi les Micmacs, s'engageant dans l'industrie de la fourrure. Biencourt est mort en 1623.

## Reconstitution
Port-Royal fut désigné lieu historique national le 25 mai 1923. En 1939-1940, le gouvernement canadien a fait construire une réplique de l'Habitation de Port-Royal. Cette réplique fut classée édifice fédéral du patrimoine le 18 mars 1993.

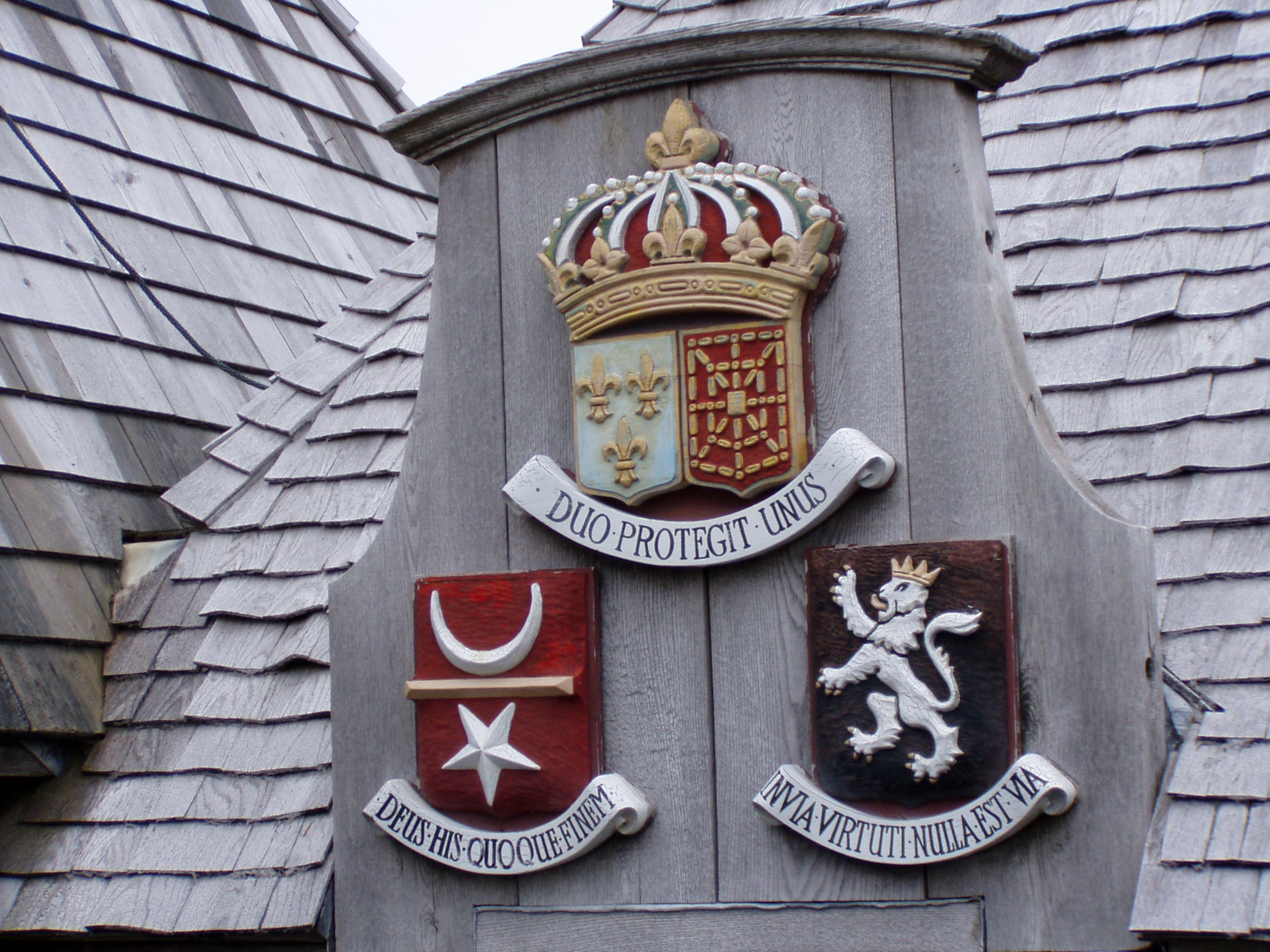
Blason
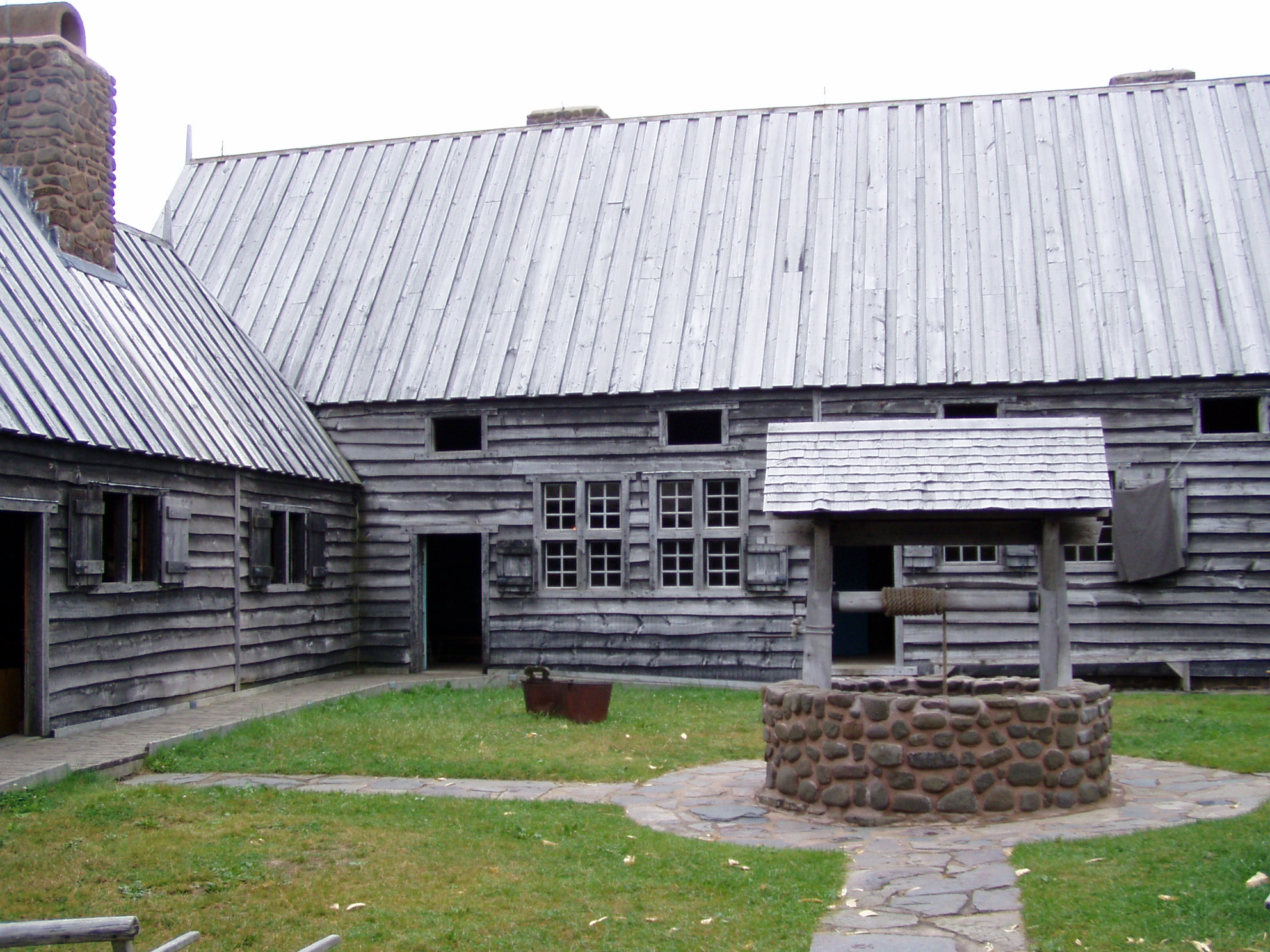
Cour
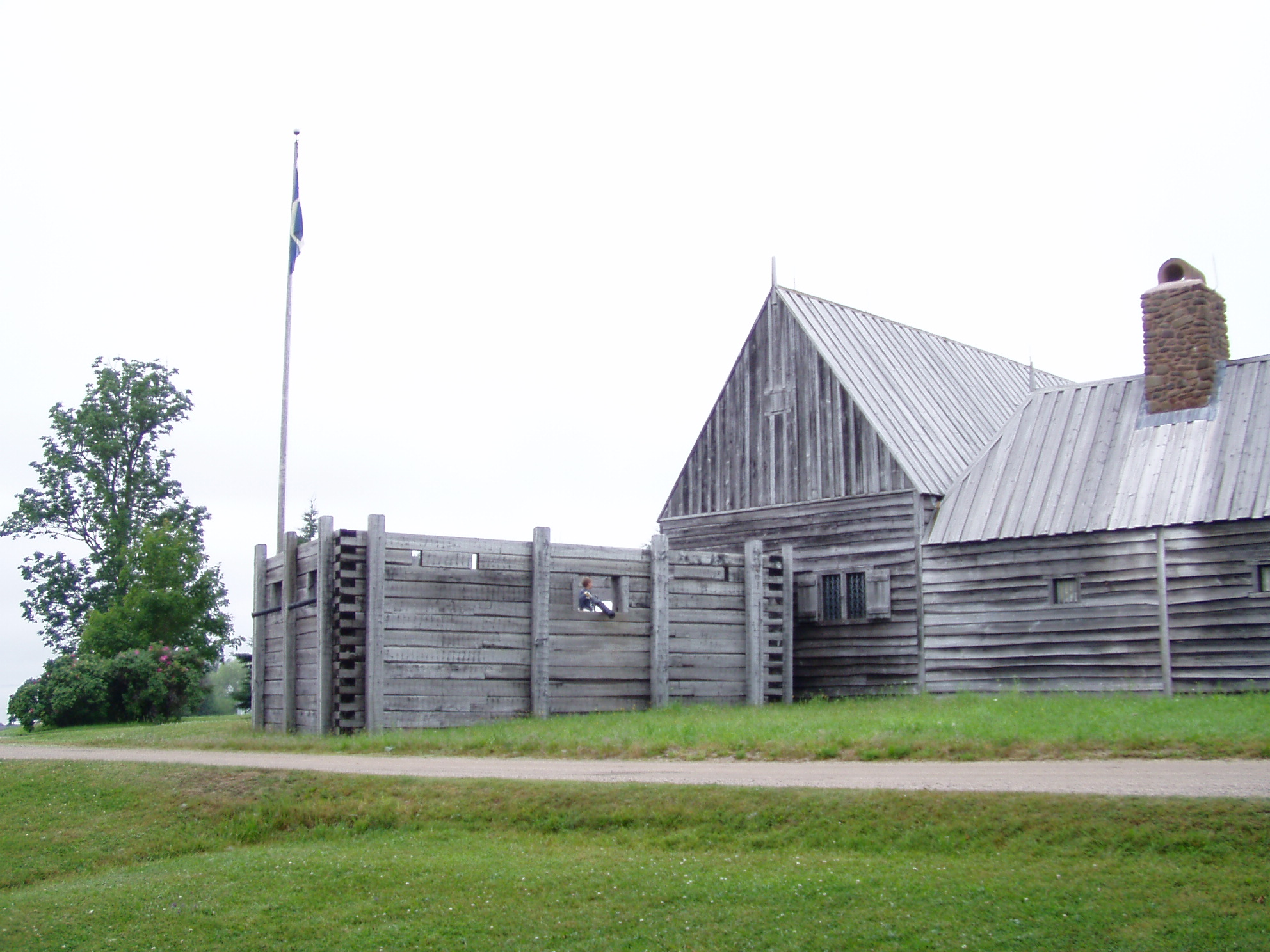
Vue de l'extérieur.